# Charles Mawhood
Charles Mawhood fue un teniente coronel británico de la guerra de Independencia de Estados Unidos. Participó en la batalla de Trenton y en la batalla de Princeton.